# Polygrammodes naranja
Polygrammodes naranja là một loài bướm đêm trong họ Crambidae.